# 龍格倫
龍格倫是瑞士的城鎮，位於該國東部，由格勞賓登州負責管轄，面積2.02平方公里，六成土地是森林，海拔高度1,003米，2011年人口51，人口密度每平方公里25人。